# Jacopo Barbello
Jacopo Barbello (né en 1590 à Crémone en Lombardie et mort en 1656) est un peintre italien baroque de la première moitié du XVIIe siècle.

## Biographie
Né à Crémone, Jacopo Barbello a été formé à Naples et a peint soit à l'huile ou à fresque à Brescia et Bergame. Il fut tué d'un coup d'arquebuse.

## Œuvres
- Saint Lazare, église Saint-Lazare de Bergame.